# Bob Stam
Marinus Hendrik (Bob) Stam (Den Haag, 6 augustus 1918 – aldaar, 16 april 1986) was een Nederlands voetballer. Hij kwam van 1939 tot 1940 viermaal uit voor het Nederlands voetbalelftal. Naast het voetbal was hij werkzaam als ambtenaar en als handelsvertegenwoordiger.
Stam begon als amateurvoetballer bij HSV DUNO en debuteerde in 1935 of 1936 bij VUC, dat in die tijd in de hoogste voetbalafdeling uitkwam. In het seizoen 1943/1944 pakte VUC onder zijn aanvoerderschap het kampioenschap in de Eerste Klasse West II. Nadien stapte hij het trainersvak in en was hij eindverantwoordelijke bij LV Roodenburg en DHC Delft.